# Jovana Brakočević-Canzian

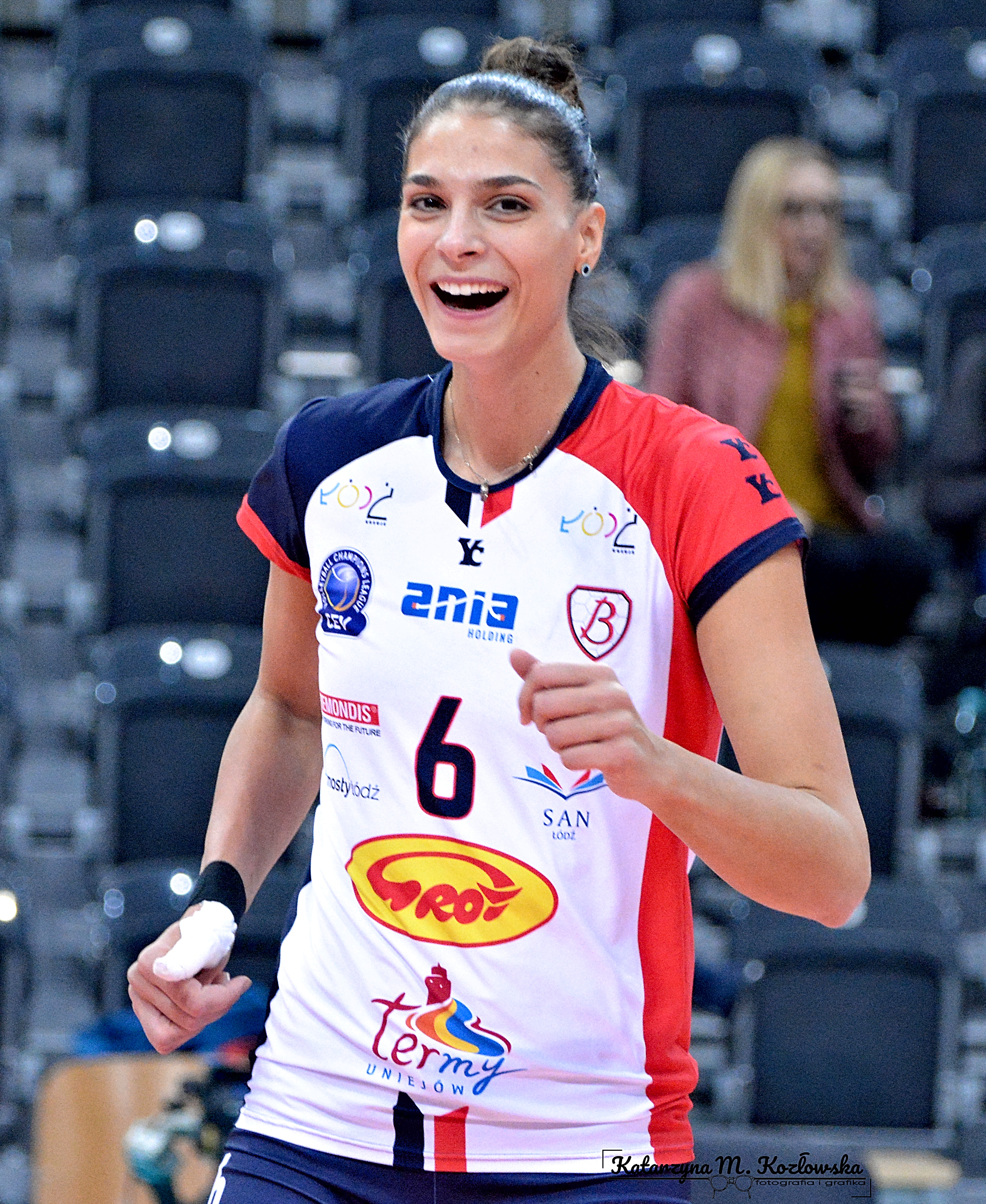
Jovana Brakočević-Canzian zawodniczką Grot Budowlanych Łódź

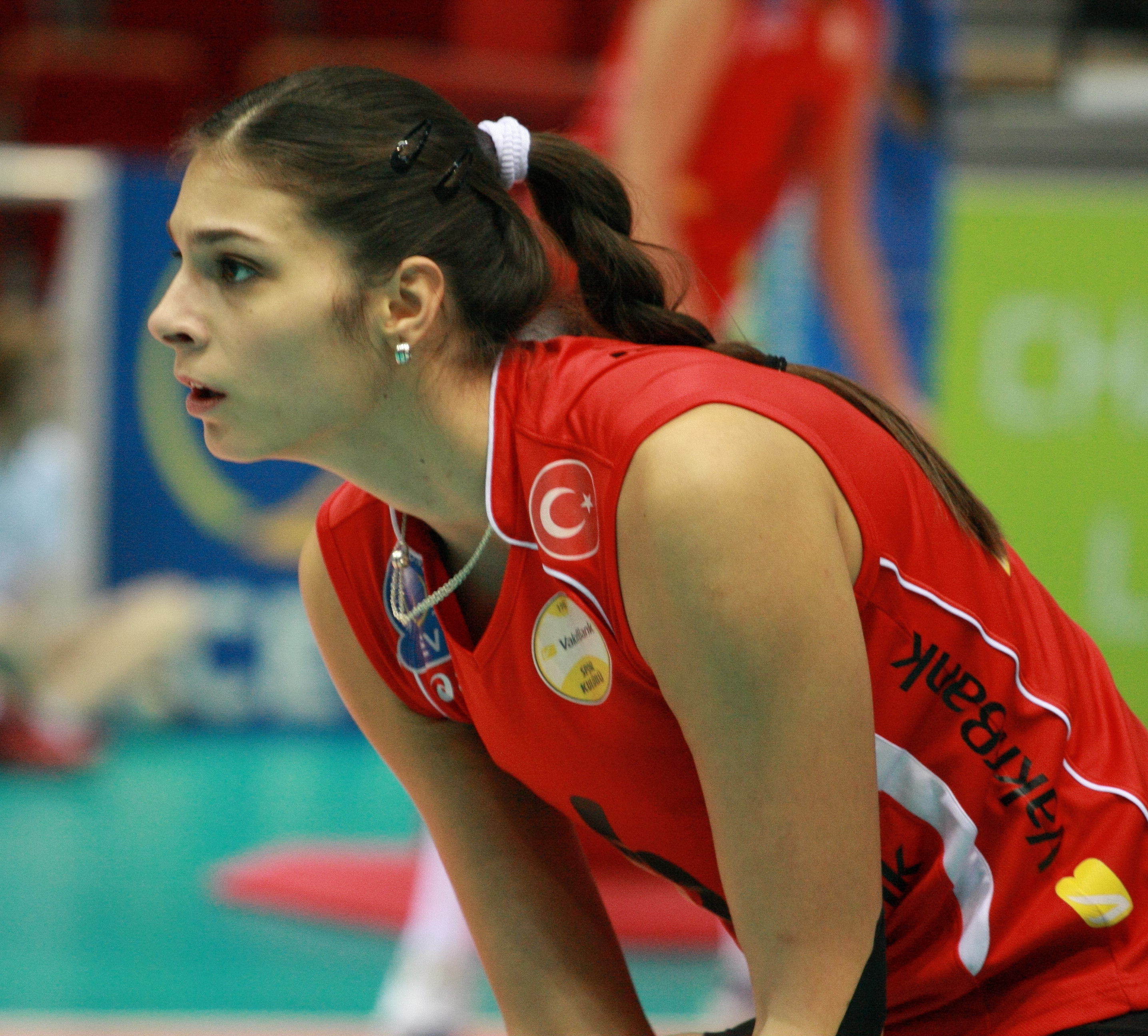
Jovana Brakočević-Canzian zawodniczką Vakıfbanku Stambuł

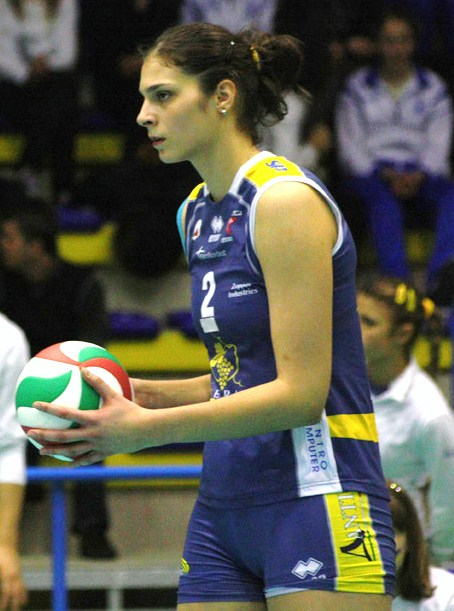
Jovana Brakočević-Canzian zawodniczką Spes Volley Conegliano

Jovana Brakočević-Canzian (serbs. Јована Бракочевић-Канцијан); z d. Brakočević (ur. 5 marca 1988 w Zrenjaninie) – serbska siatkarka, reprezentantka kraju, grająca na pozycji atakującej.
Mistrzyni Europy z 2011, wicemistrzyni Europy z 2007, brązowa medalistka Mistrzostw Świata 2006, multimedalistka rozgrywek World Grand Prix i Ligi Europejskiej.
Trzykrotna uczestniczka Letnich Igrzysk Olimpijskich (Pekin 2008, Londyn 2012, Rio de Janeiro 2016).
W 2022 roku podczas Gali 20-lecia Polskiej Ligi Siatkówki została siatkarką sezonu 2021/2022 Tauron Ligi. Od sezonu 2023/2024 będzie reprezentować turecki Beşiktaş Stambuł.

## Życie prywatne
6 czerwca 2014 wyszła za mąż za Marcello Canziana. W grudniu 2015 roku urodziła syna Wiktora.

## Sukcesy klubowe
Puchar Serbii i Czarnogóry:
- 2004, 2005

Liga serbsko-czarnogórska:
- 2006

Puchar Serbii:
- 2007

Liga serbska:
- 2007

Liga chińska:
- 2011

Puchar Turcji:
- 2013, 2014

Liga Mistrzyń:
- 2013
- 2014

Liga turecka:
- 2013, 2014

Superpuchar Turcji:
- 2013

Klubowe Mistrzostwa Świata:
- 2013

Liga azerska:
- 2015

Liga włoska:
- 2016
- 2017

Liga rumuńska:
- 2018

Puchar Rumunii:
- 2018

Superpuchar Polski:
- 2018

Liga polska:
- 2021, 2022[6]
- 2019

Puchar Polski:
- 2021, 2023

## Sukcesy reprezentacyjne
Mistrzostwa Świata:
- 2006

Mistrzostwa Europy:
- 2011
- 2007

Letnia Uniwersjada:
- 2009

Liga Europejska:
- 2010, 2011
- 2012

Grand Prix:
- 2011, 2013

Igrzyska Olimpijskie:
- 2016

## Nagrody indywidualne
- 2007 – MVP serbskiej Superligi w sezonie 2006/2007
- 2007 – Najlepsza serwująca Mistrzostw Europy
- 2010 – Najlepsza atakująca Ligi Europejskiej
- 2011 – MVP i najlepsza atakująca Ligi Europejskiej
- 2011 – Najlepsza punktująca Grand Prix
- 2011 – MVP Mistrzostw Europy
- 2011 – Najlepsza sportsmenka 2011 roku w Serbii według Serbskiego Komitetu Olimpijskiego
- 2013 – MVP turnieju finałowego Ligi Mistrzyń
- 2013 – Najlepsza punktująca finałów ligi tureckiej w sezonie 2012/2013
- 2013 – Nagroda dla „Debiutantki Roku w Europie” przyznana przez CEV
- 2013 – Najlepsza atakująca Grand Prix
- 2013 – Najlepsza atakująca Mistrzostw Europy
- 2013 – MVP Klubowych Mistrzostw Świata
- 2013 – Najlepsza siatkarka 2013 roku w Serbii
- 2018 – MVP Superpucharu Polski
- 2023 – MVP turnieju finałowego Pucharu Polski